# Shrekkato da morire
Shrekkato da morire (Scared Shrekless) è uno speciale televisivo di Halloween di 25 minuti, ambientato poco dopo gli eventi di Shrek e vissero felici e contenti. Lo speciale è stato trasmesso per la prima volta sulla rete televisiva americana NBC, il 28 ottobre 2010.
Il cortometraggio segna la prima volta che Eddie Murphy non riprende il ruolo di Ciuchino e viene sostituito da Patrick Stewart, Rupert Everett viene sostituito da Sean Bishop nel ruolo del principe Azzurro, mentre gli orchetti sono doppiati da Miles Christopher Bakshi e Nina Zoe Bakshi; inoltre in Italia il Gatto con gli stivali ha nuovamente la voce di Massimo Rossi (che lo aveva già doppiato in Shrek 2), il quale sostituisce Antonio Banderas (doppiatore del Gatto in Shrek terzo, Shrek e vissero felici e contenti e Il gatto con gli stivali). Il regno di Duloc appare qui per la seconda volta, essendo apparso in precedenza solo nel primo film della saga. Lo speciale è stato prodotto con il titolo provvisorio di Shrek or Treat.

## Trama
Dopo che Fiona e i tre orchetti hanno scacciato via alcuni ragazzi che facevano dolcetto o scherzetto per rubare i loro dolci, Ciuchino, il Gatto con gli stivali, i tre porcellini, il lupo cattivo, Zenzy e Pinocchio decidono di sfidare Shrek ad una gara di storie spaventose, affermando che chi racconterà la più terrificante verrà incoronato Re di Halloween. Il gruppo si reca quindi nel regno di Duloc, ora abbandonato e caduto in rovina, dove Lord Farquaad un tempo regnava e si sistemano nel suo castello fatiscente; ciascuno di loro si mette dunque a raccontare a turno la sua storia spaventosa.

### La sposa di Zenzy
Zenzy va a trovare l'Uomo Focaccina e gli dice che la sua ragazza lo ha lasciato perché è troppo preso da sé stesso. Quindi, il panettiere decide di creargli una nuova fidanzata di nome Zucchero. Quando la creano Zenzy, nonostante gli avvertimenti dell'Uomo Focaccina, decide di usare molto zucchero, pensando che così facendo lei lo amerà per sempre. Non appena viene cotta, il biscotto diviene felice con Zucchero, ma quest'ultima finisce per diventare pazza d'amore per lui e non lo lascia solo un momento.
Dopo essere scappato e averla spinta in un grosso contenitore di pastella, Zenzy crede finalmente di essersi liberato di lei, ma non si rende conto di aver lasciato acceso il macchinario automatico per cuocere i biscotti e la pastella in cui Zucchero è stata lasciata cadere viene cucinata, creando migliaia di cloni zombie di sé stessa, che circondano Zenzy e lo mangiano. I tre porcellini si spaventano e scappano seguiti dal lupo cattivo. Shrek commenta la falsità della vera storia di Zenzy, dicendo che non può essere lì se è stato mangiato, e anche lui scappa via imbarazzato.

### Boots Motel
Successivamente, Ciuchino e il Gatto con gli Stivali raccontano una storia su di loro che si rifugiano da un temporale al Boots Motel. La loro storia inizia bene, ma quando Ciuchino racconta finisce sempre con il Gatto che viene ucciso, quindi quest'ultimo decide di cambiare: i due vanno al motel, ma l'asino chiama il felino la sua fidata spalla, irritandolo non poco. Quando il Gatto prova a negarlo, Ciuchino  continua la storia in cui il felino viene ucciso dalla locandiera mentre sta facendo un bagno, ma questi ribatte dicendo che riesce a combattere la donna la quale tuttavia viene rovesciata dall'asino, che salva così il Gatto.
Si scopre che la locandiera era il principe Azzurro e cerca di colpire il felino con la sua bacchetta magica, finendo per polverizzarlo, ma lui dice che ha usato la sua spada e saltato in salvo, tuttavia Ciuchino rivela che era in piedi su una botola con sopra "X", e il principe Azzurro, tirando una leva, fa cadere il Gatto in un buco nero senza fondo, ma quest'ultimo ribatte che non glielo permetterebbe mai, quindi afferma che si è svegliato, rivelando che è stato tutto un sogno. Ciuchino arriva e dice a Gatto che in realtà è sul soffitto, dal quale cade.
Le luci si spengono e quando si riaccendono, l'asino è sotto la doccia e sta per essere mangiato da una gigantesca cialda. Egli cerca di scappare, ma viene coperto di burro, indossa un tutù rosa, un sombrero e un reggiseno di noci di cocco, per poi venire mangiato dalla cialda. Infine, Ciuchino si mette d'accordo con Pinocchio per spruzzare il Gatto con l'acqua, facendolo scappare.

### Lo Shreksorcista
Alla fine, Shrek racconta la storia della sua esperienza come baby sitter di un Pinocchio folle e posseduto. Dopo aver ripetutamente picchiato l'orco, il burattino balza dalla finestra, nonostante i tentativi di Shrek di esorcizzarlo. Quando Pinocchio atterra per le strade, un grillo parlante esce dalla sua testa, sostenendo di essere la sua coscienza e la voce nella sua testa che lo ha fatto impazzire. Il burattino schiaccia quindi l'insetto con un piede per vendetta.
Pinocchio nega che la storia sia vera, ma quando Shrek gli mostra un normale grillo, urla e scappa via. Ora soli, l'orco e Ciuchino sentono il vento ululare e una voce simile a quella di Farquaad che chiama il nome dell'asino; improvvisamente appare quello che sembra essere il fantasma di Farquaad, venuto a vendicarsi di Ciuchino per averlo ucciso e l'asino, di fronte alla terrificante apparizione, si spaventa a morte e fugge via. 
Alla fine si scopre che sono stati Fiona e gli orchetti a progettare la messa in scena del fantasma e poi loro, insieme a Shrek, festeggiano Halloween lanciando uova ai sette nani.

### Storie spaventose
- La sposa di Zenzy raccontata da quest'ultimo (una parodia de La moglie di Frankenstein)
- Boots Motel raccontata da Ciuchino e il Gatto con gli Stivali (una parodia di Psycho)
- Lo Shreksorcista raccontata da Shrek (una parodia de L'esorcista)

## Doppiatori
| Personaggio                   | Doppiatore originale                     | Doppiatore italiano |
| ----------------------------- | ---------------------------------------- | ------------------- |
| Shrek                         | Mike Myers                               | Renato Cecchetto    |
| Ciuchino                      | Patrick Stewart                          | Nanni Baldini       |
| Principessa Fiona             | Cameron Diaz                             | Selvaggia Quattrini |
| Gatto / Gatto con gli Stivali | Antonio Banderas Frank Welker (miagolii) | Massimo Rossi       |
| Pinocchio                     | Cody Cameron                             | Corrado Conforti    |
| I tre porcellini              | Cody Cameron                             | Francesco Vairano   |
| Zenzy                         | Conrad Vernon                            | Fabrizio Apolloni   |
| Uomo Focaccina                | Conrad Vernon                            | Angelo Nicotra      |
| I tre topini ciechi           | Christopher Knights                      | Franco Mannella     |
| Lupo cattivo                  | Aron J. Warner                           | Paolo Marchese      |
| Zucchero                      | Kristen Schaal                           | Ilaria Latini       |
| Geppetto                      | Sean Bishop                              | Gerolamo Alchieri   |
| Principe Azzurro              | Sean Bishop                              | Francesco Prando    |
| Grillo parlante               | Sean Bishop                              | Mino Caprio         |
| Sette nani                    | Sean Bishop                              | Sean Bishop         |
| Cialda                        | Sean Bishop                              | Ambrogio Colombo    |
| Ragazzo #1                    | Louis Gabriel Basso III                  | Simone Crisari      |
| Ragazzo #2                    | Devon Werkheiser                         | Paolo Vivio         |
| Ragazzo #3                    | Devon Werkheiser                         | Davide Perino       |
| Narratore                     | Phil Thomas Katt                         | Francesco Vairano   |
| Fantasma spettrale            | Mark Gormley                             | Selvaggia Quattrini |

## Edizioni home video
Shrekkato da morire ha ottenuto la sua uscita in DVD il 13 settembre 2011 e un formato a doppio DVD è uscito il 27 settembre 2011, insieme a Mostri contro alieni: Zucche mutanti venute dallo spazio. Entrambe le versioni sono state accompagnate da un nuovo cortometraggio animato, intitolato Thriller Night (ispirato alla canzone di Michael Jackson).
È stato pubblicato il 28 agosto 2012 nel DVD Shrek's Thrilling Tales e nel Blu-ray Shrek's Spooky Stories.